# Anomis inducens
Anomis inducens är en fjärilsart som beskrevs av Walker 1857. Anomis inducens ingår i släktet Anomis och familjen nattflyn. Inga underarter finns listade i Catalogue of Life.